# Karbonilacija histonov
Karbonilacija je oksidativna modifikacija histonov. Znana je za histone H1, H2A, H2B inH3, na histonu H4 pa je raziskovalci še niso zasledili. Proces karboksilacije oksidira nekatere aminokisline na histonih in s tem zveča + naboj histona. Histoni s tem pridobijo še večjo afiniteto do DNK, kar vpliva na kondenziranost kromatina in na aktivacijo trans-acting faktorjev, ki uravnavajo gensko ekspresijo .
Karbonilacija je neencimska reakcija. Deluje tudi na druge proteine v telesu, kar lahko privede do različnih poškodb. Karbonilacija histonov se zviša ob alkalnem stresu . Nekateri znanstveniki pa proučujejo tudi povezavo med padanjem oz. porastom karbonilacije ob različnih starostih osebka (Sharma in sod., 2005).